# ديف دنيس
ديف دنيس (بالإنجليزية: Dave Dennis)‏ هو لاعب اتحاد الرغبي أسترالي، ولد في 20 يناير 1986 في سيدني في أستراليا.

## وصلات خارجية
- ديف دنيس على موقع دوري الرغبي الممتاز (الإنجليزية)
- ديف دنيس عل موقع إسبنسكروم (الإنجليزية)
- ديف دنيس على موقع ItsRugby.co.uk (الإنجليزية)